# Coniotomie

Coniotomie ter hoogte van het groefje onder de adamsappel

Een coniotomie of cricothyreotomie is een chirurgische noodprocedure om in geval van een luchtwegobstructie de ademweg vrij te maken.
Bij een coniotomie wordt een gaatje gemaakt in het strottenhoofd, vlak onder de stembanden, in de membrana cricothyreoidica, de membraan die zich bevindt tussen het ringkraakbeen en het schildkraakbeen van het strottenhoofd. Dit is een tijdelijke oplossing van het probleem van de ademobstructie die snel dient te worden vervangen door een intubatie of door een tracheotomie omdat anders een littekenvernauwing ter plaatse kan ontstaan, een stenose van de subglottische ruimte.
Bij situaties waarbij iemand dreigt te stikken door obstructie van de keel zoals een wespensteek in de keel, epiglottitis (acute kroep) of een brok voedsel dat niet vanuit de mond te verwijderen is en waarbij een heimlichmanoeuvre niet werkt, is mond-op-mondbeademing alleen soms niet afdoende, omdat de ingeblazen lucht niet langs de obstructie kan. Een coniotomie kan in zo'n geval toegepast worden om een kunstmatige luchtweg te creëren.
Bij een coniotomie maakt men met een scalpel een kleine snede ter hoogte van het groefje onder de adamsappel. Hierbij wordt de voorwand van de onderliggende luchtpijp geopend. Vervolgens wordt er een canule ingebracht om deze kunstmatige luchtweg open te houden. In de praktijk is de canule afkomstig uit een speciaal voor dit doel samengestelde coniotomieset.
In films ziet men deze procedure soms uitgevoerd worden met geïmproviseerde materialen, zoals een stanleymes of een balpen, en ook door niet-medisch geschoolden (leken). In werkelijkheid is dit met deze materialen onmogelijk om een coniotomie uit te voeren. Net zoals bij alle andere medische ingrepen bestaat ook bij een coniotomie --zelfs als de ingreep correct wordt uitgevoerd door een medisch professional, bij zowel het maken van de incisie alsook bij het inbrengen en verwijderen van de canule-- een risico op onomkeerbare schade en het overlijden van de patiënt door het 'instorten' (samenvallen) van de kraakbeenringen die onder normale omstandigheden de luchtpijp open houden. Deze risico's worden natuurlijk navenant groter als een coniotomie zou worden uitgevoerd door iemand die hierin niet geoefend is. Medische ingrepen dienen derhalve in geen geval door leken uitgevoerd te worden.
Een ambulanceverpleegkundige is bevoegd om een coniotomie uit te voeren in het geval van nood.